# Enrico II di Ventimiglia

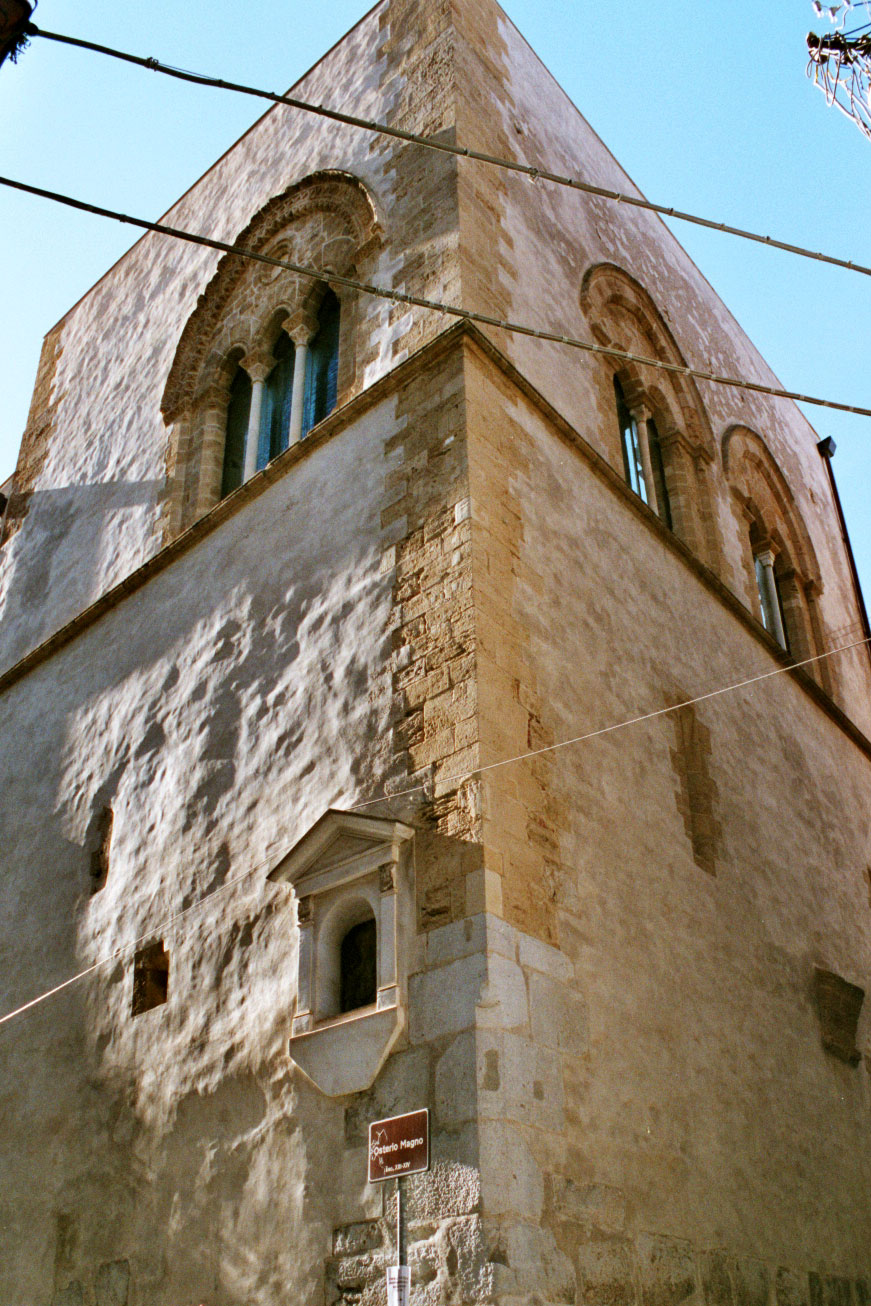
Cefalù. Ventimiglia zette de gotische bovenbouw op het Osterio Magno.

Enrico II di Ventimiglia (circa 1230 – 1308) was een Siciliaanse edelman. Hij kende drie besturen in het koninkrijk Sicilië: 1° het keizerlijk Huis der Hohenstaufen, dat hij steunde; 2° het Huis Anjou-Sicilië, dat hij bestreed; 3° de Kroon van Aragon die hij steunde.

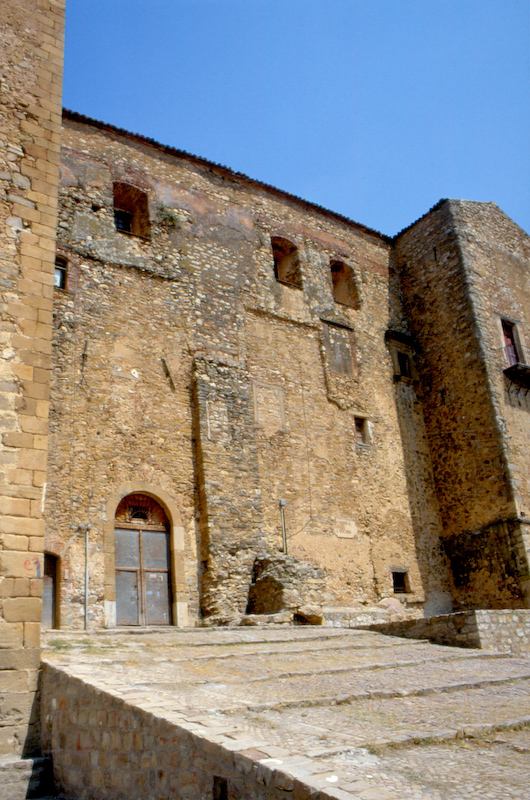
Castelbuono. Ventimiglia startte met de bouw

Voor de Hohenstaufen was hij in Midden-Italië kapitein-generaal van Rijks-Italië (1258-1260)  en vicaris-generaal van het markgraafschap Ancona en het hertogdom Spoleto (1260-1261).

## Titels
Enrico di Ventimiglia was graaf van Geraci, Ischia en Collesano. Hij was heer van Gratteri, heer van Petralia Sottana en Petralia Soprana, heer van Caronia, Isnello, Castel di Lucio, Ipsigro, Fisauli, Belici en Montemaggiore op Sicilië. Deze titels werden hem verleend door Manfred, de Hohenstaufen koning van Sicilië, en hem afgepakt door koning Karel I van Napels van het Huis Anjou-Sicilië. Koning Jacobus II van Aragón herstelde hem in zijn titels uit de Hohenstaufentijd, behalve de twee heerlijkheden Petralia die naar een andere edelman gingen.

## Levensloop

### Hohenstaufen
Enrico II di Ventimiglia  was een zoon van graaf Filippo van Ventimiglia uit de republiek Genua, en van Aldisia da Manzano, vrouw van Carrù in Sicilië. De familie Ventimiglia was afkomstig van de Ligurische kust waar zij voor het eerste vermeld werden tijdens het bestuur van de Hohenstaufen in Italië. Hij geraakte betrokken bij de Siciliaanse adel en het grootgrondbezit via zijn moeder en door zijn huwelijk met de edeldame Isabella, dochter van Alduino van Candia, graaf van Geraci. Koning Manfred van Sicilië verleende hem nog meerdere titels, naast deze die hij via de bruidsschat verwierf. Koning Manfred werd in de ban van de Roomse Kerk geslagen door paus Innocentius IV omdat de paus een andere vorst voor Sicilië wenste: de Fransman Karel van Anjou. Manfred vestigde zijn macht in Midden-Italië door een bondgenootschap van Ghibellijnen tegen de paus en door een alliantie met de Saracenen. Manfred benoemde Ventimiglia tot zijn militaire rechterhand in Rijks-Italië, alsook tijdelijk bestuurder in Ancona en Spoleto.

### Anjou-Sicilië
De door de paus gekroonde koning van Sicilië, Karel I van Anjou, versloeg de Hohenstaufen in de Slag bij Benevento (1266). Manfred vond de dood nabij de brug Ponte Leproso. Ventimiglia nam niet deel aan deze veldslag.
Ventimiglia verloor onmiddellijk zijn functies in Midden-Italië. Hij keerde naar zijn domeinen in Sicilië terug. Aanvankelijk betuigde hij zijn steun aan het Huis Anjou doch reeds in de jaren 1267-1268 steunde hij het verzet tegen Anjou via Konradijn van Hohenstaufen. Konradijn streed tevergeefs voor de zaak der Hohenstaufen; Karel I van Anjou versloeg, martelde en doodde hem (1268). Karel I van Anjou vervolgde iedereen op Sicilië die Konradijn gesteund had. Dit betekende dat alle domeinen, kastelen en titels van Ventimiglia geconfisqueerd werden. Edellieden die loyaal aan Anjou waren, verwierven de eigendommen van Ventimiglia.
Ventimiglia trok in ballingschap naar de republiek Genua, dat formeel deel uitmaakte van Rijks-Italië. Hij legde er contacten met Ligurische edelen en met het koninkrijk Aragon. Hij steunde actief het verzet tegen Anjou, namelijks tijdens de Siciliaanse Vespers (1282) en de daaropvolgende oorlog die zich uitspreidde vanuit Palermo.

### Kroon van Aragon
Peter III van Aragon, schoonzoon van Manfred van Hohenstaufen, werd koning van Sicilië in 1282. Het lukte Ventimiglia niet om zijn bezittingen terug te winnen, ondanks zijn relatie met het Hof. Slechts na de troonsbestijging van Jacobus II van Aragon (1285) werd Ventimiglia in quasi al zijn titels en eigendommen hersteld. Dit kon dankzij politieke steun vanuit de republiek Genua.
Ventimiglia startte met de bouwwerken van het kasteel van Castelbuono, nabij Palermo. Tevens bouwde hij een verdieping in gotische stijl boven op het Noormannenkasteel Osterio Magno, gelegen in Cefalù.
In het jaar 1300 was Ventimiglia ambassadeur in Genua namens Frederik II van Sicilië, de populaire Aragonese koning van Sicilië. Hij stierf in 1308.